# Andrija Balović
Andrija Balović (Perast, 18. svibnja 1721. – Perast, 28. srpnja 1784.), rimokatolički svećenik, hrv. povjesničar, pisac, prevoditelj i bogoslov iz Crne Gore.

## Životopis
Rođen u hrvatskoj patricijskoj obitelji iz Perasta Balovićima, u obitelji sa šestero djece. Sin Marka i brat Josipa Balovića. Nećak Julija Balovića.  U Zadru je pohađao sjemenište. U Loretu je studirao bogoslovlje na Ilirskom kolegiju, na kojem je stekao doktorat filozofije i teologije. Svećenik u Risnu od 1753. godine. Nakon 1766. do smrti bio je opat Sv. Jurja i župnik u Perastu.
Na hrvatski jezik preveo je crkvene pjesme i nabožna djela. Važan i kao prepisivač djela hrvatskih pisaca Vicka Zmajevića i S. Crijevića.
Balovićev prinos povijesnoj znanosti je kratka povijest Dalmacije koju je napisao na talijanskom jeziku 1750. godine. Najvažnije mu je djelo Anali Perasta (Annali di Pirusto) pregled povijesti grada Perasta na talijanskom jeziku koje su njegovo najvažnije djelo, Anali Perasta ; pravi je naslov Povijest hrabroga plemenitoga peraštanskog naroda, iz Risanskoga zaljeva i Gornje Dalmacije, ili pak Crvene Hrvatske (Historia della valorosa Nobile Nazione Pirustina, del Seno Rezonnico e della Dalmazia Superiore, ò sia Croatia rubea). Na pisanje Anala poticao ga je Josip Bronza.